# ياو وي
ياو وي (بالصينية: 姚伟) هي لاعبة كرة قدم صينية، ولدت في 1 سبتمبر 1997. شاركت مع منتخب الصين تحت 17 سنة لكرة القدم للسيدات ومنتخب الصين الوطني لكرة القدم للنساء. أما مع النوادي، فقد لعبت مع ووهان جيانغدا.

## وصلات خارجية
- ياو وي على موقع الاتحاد الدولي (مؤرشف)  (الإنجليزية)
- ياو وي على موقع قاعدة بيانات كرة القدم.إي يو (الإنجليزية)
- ياو وي على موقع Soccerway.com (الإنجليزية)